# Marina Moffa
Marina Moffa, coniugata Pearce e, successivamente, Wood (Adelaide, 17 aprile 1964), è un'ex cestista australiana.

## Biografia
Con l'Australia ha disputato due edizioni dei Giochi olimpici (Los Angeles 1984, Seul 1988) e i Campionati mondiali del 1990.

## Vita privata
Fu sposata con Darryl Pearce, dal quale poi ha divorziato. In seguito ha contratto un nuovo matrimonio.